# Хантерс-Пойнт-авеню (линия Флашинг, Ай-ар-ти)
|   |   |   |   |
| · | · | · | · |

|   |   |   |   |
| · | · | · | · |

«Хантерс-Пойнт-авеню» (англ. Hunters Point Avenue) — станция Нью-Йоркского метрополитена, расположенная на линии Флашинг, Ай-ар-ти. Станция находится на пересечении 49-й авеню (Хантерс-Пойнт-авеню) и 21-й улицы в Куинсе. На станции останавливаются маршруты 7 (круглосуточно) и <7> (в часы пик в пиковом направлении).
Станция представляет собой два пути и две боковые платформы, обслуживающие свой путь каждая и расположенные по разные стороны от путей. Станция подземная, мелкого заложения. К востоку от платформ пути «выходят на улицу». Наземный участок путей можно наблюдать прямо с них. За тем местом, где пути выходят на поверхность, располагается перекрёстный съезд, не используемый для пассажирского сообщения.
Станция имеет два выхода. Западный приводит к перекрёстку Хантерс-Пойнт-авеню (49-я авеню) и 21-й улицы, а восточный — к станции Hunterspoint пригородной железной дороги LIRR. Западный выход открыт всегда, в отличие от восточного, который открыт только когда открыта станция LIRR, а это, как правило, по будням.
Станция оформлена в итальянском дизайне. Название станции располагается на стенах. Также на опорах имеются плитки с буквами НР, которые являются аббревиатурой названия станции (Hunters Point Avenue).
- Восточный вход на станцию
- Вид станции снаружи